# Lätta sidan
Lätta sidan är en avdelning i en dagstidning som innehåller kåserier, dagsverser, skämtteckningar, roliga historier och liknande.
Exempel på lätta sidor är Namn och Nytt i Dagens Nyheter och Marginalen i Svenska Dagbladet.